# La nostra vacanza in Scozia
La nostra vacanza in Scozia (What We Did on Our Holiday) è un film del 2014 diretto da Andy Hamilton e Guy Jenkin.
È riconosciuto come una delle miglior 10 commedie inglesi del nuovo Millennio, ed è liberamente ispirato allo show televisivo della BBC Outnumbered.

## Trama
Oramai separati in casa a causa del comportamento fedifrago del marito, i coniugi Abi e Doug McLeod partono alla volta delle Highlands scozzesi, dove li attende la cerimonia per il settantacinquesimo compleanno del padre di Doug, Gordie. Gordie ha un cancro terminale, quindi il fratello di Doug, il miliardario Gavin McLeod, ha organizzato una festa sontuosa per lui, invitando tutte le persone importanti che conoscono.
Ad accompagnarli i tre intelligentissimi figli, Lottie, Mickey e Jess, stressati dai continui litigi dei genitori, incapaci di comportarsi in modo maturo e tendenti alla menzogna per coprire le loro "malefatte" a figli e parenti. Abi e Doug, infatti, non vogliono dire niente a Gordie della loro decisione di separarsi e, quindi, preferiscono mostrare una famiglia unita.
Arrivando alla dimora di Gavin e di Margaret, moglie di Gavin, tra Doug e Gavin appare evidente una forte rivalità. Gordie, nonostante sia estremamente malato, ama il divertimento e incoraggia i suoi nipoti, in particolare Lottie, a lasciar andare i loro problemi e godersi la vita. Mentre Margaret, Doug, Abi e Gavin organizzano gli ultimi preparativi per la festa, Gordie porta i tre bambini in spiaggia e rivela loro che discende dai Vichinghi, un fatto di cui Mickey in particolare è entusiasta, e che vorrebbe essere seppellito "alla maniera vichinga" venendo cremato e mandato in mare.
Più tardi, mentre Lottie, Mickey e Jess stanno giocando, Gordie si addormenta senza più risvegliarsi.
Scoperta la morte del nonno, Lottie torna a casa per dirlo ai genitori, lasciando i suoi fratelli con il corpo di Gordie. Tuttavia, quando Lottie arriva a casa, li vede tutti litigare per cui decide di ritornare in spiaggia senza dire niente. Soddisfacendo l'ultimo desiderio di Gordie, i tre bambini creano una zattera improvvisata e, usando la benzina dell'auto, mandano nell'acqua la zattera in fiamme col corpo di Gordie, in perfetto stile "vichingo".
I bambini tornano a casa e raccontano agli adulti cosa è successo. Gli adulti sono inorriditi e Doug e Gavin si dirigono verso la spiaggia, dove trovano il camioncino di Gordie parzialmente sommerso dall'alta marea. Abi e Margaret trasmettono la notizia della morte di Gordie agli ospiti della festa e si fa rapidamente sapere cosa hanno fatto i bambini. La polizia arriva per indagare, accompagnata dall'agente dei servizi sociali Agnes Chisholm, che intervista i bambini sulle loro azioni e, dopo aver parlato con Lottie, pensa di rimuoverli dalle cure di Doug e Abi.
La stampa approfitta della notizia che viene fatta conoscere a tutto il mondo. Dopo che la stampa dipinge le azioni dei bambini in maniera pessima, Doug e Abi dichiarano alla stampa che ciò che i loro figli hanno fatto non è malevolo e che gli sforzi dei bambini erano fatti per onorare il nonno, per quanto la cosa possa sembrare sbagliata. Vedendo il sostegno che i bambini ricevono, Chisholm termina la sua indagine, lasciando i bambini con i loro genitori.

## Produzione
Il film ha incassato 3753965 $ al botteghino. Girato tra il 27 giugno ed il 2 agosto 2013 nei dintorni della cittadina di Gairloch, nelle Highlands scozzesi, il film ha ricevuto ottime critiche e per la trama e per le interpretazioni degli attori, tra cui spicca quella di Rosamund Pike.